# Michael Lein

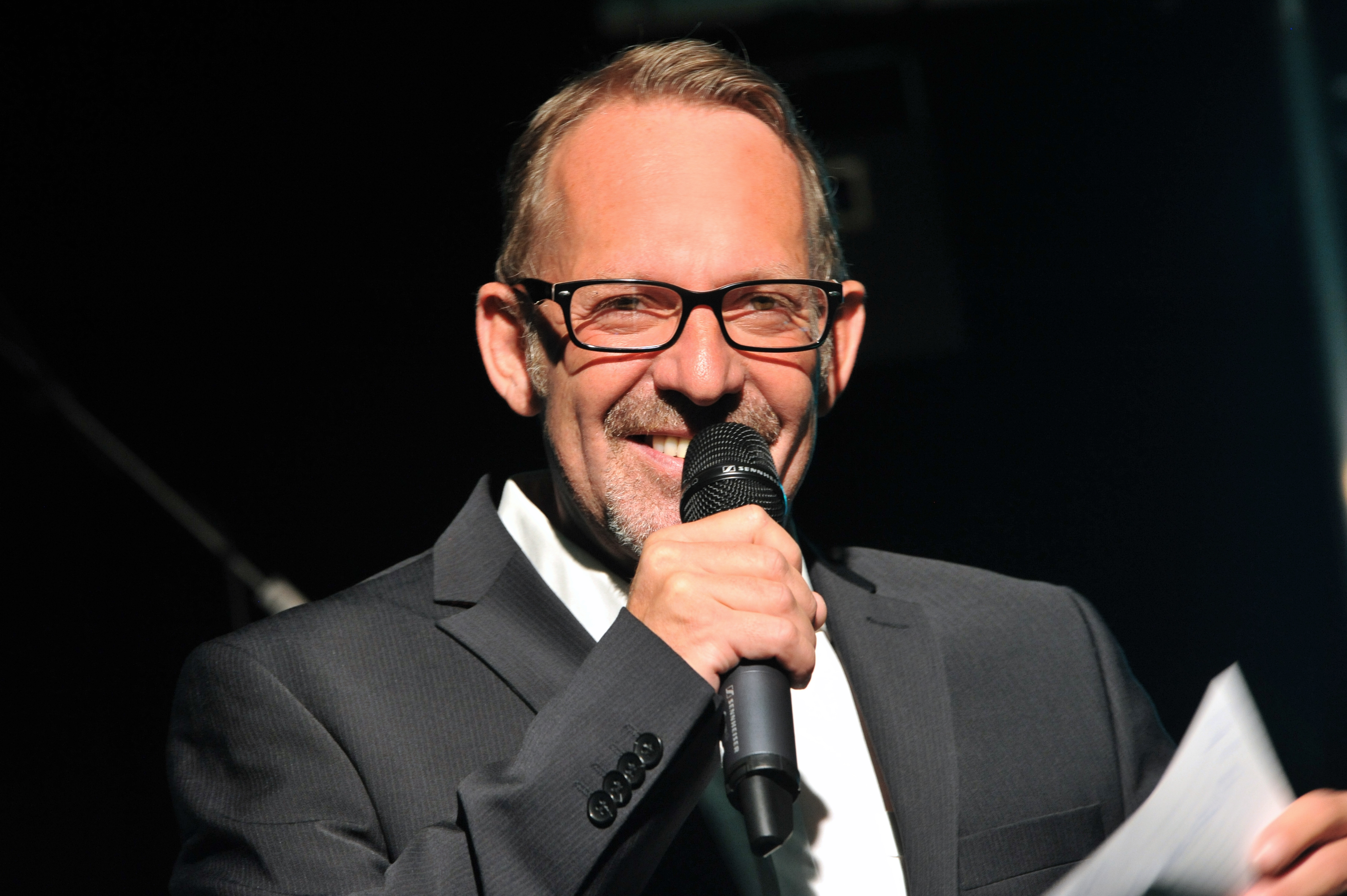
Michael Lein (2018)

Michael Lein (* 7. Oktober 1965 in Lichtenfels) ist ein Radiomoderator, Fernsehmoderator und Journalist. Des Weiteren ist er Coach im Bereich Medien- und Präsentationstraining und Dozent an verschiedenen privaten Universitäten.

## Leben
Michael Lein, aufgewachsen im oberfränkischen Lichtenfels, legte das Abitur am Kaspar-Zeuß-Gymnasium in Kronach ab. Es folgte ein zweijähriges Zeitungsvolontariat beim Obermain-Tagblatt Lichtenfels.
Bereits mit 22 Jahren startete er seine Radiokarriere bei Radio Downtown in Erlangen. Zu dieser Zeit war die Privatradio-Szene noch im Aufbau und zahlreiche erfolgreiche Talente legten in Erlangen bei Radio Downtown den Grundstein für eine bundesweite Karriere. Im damaligen Radio-Team waren zum Beispiel Markus Kavka (später MTV), Valerie Weber (ehemalige Programmdirektorin von Antenne Bayern, danach Hörfunkdirektorin des WDR) oder Jürgen Kraus (ehemaliger Musikchef Antenne Bayern).
1990 wechselte er zum Oldie-Sender Radio 5 Fürth und moderierte hier verschiedene Tagesschienen. Von 1991 bis 1992 ergänzte er das Team von Hit Radio N1 in Nürnberg als Moderator und Redakteur. Ende 1992 nahm er seine Tätigkeit beim westmittelfränkischen Sender Radio 8 Ansbach auf, absolvierte dort ein weiteres Volontariat und übernahm anschließend, zusammen mit dem dortigen Programmchef Klaus Seeger, die Morningshow. Außerdem fungierte er in dieser Zeit als Chef vom Dienst.
Von 1995 bis 2013 war er im Funkhaus Nürnberg als Morgenmoderator bei Radio Franken tätig. Von 1996 bis 2013 war er dort zusätzlich als Programmchef von Radio Franken und von 2001 bis 2007 für Radio Gong 97,1, ebenfalls als Programmchef, am Start. In diesem Zeitraum wurde Radio Franken mehrfach die lokale Nummer eins in Franken.
Im Jahr 2004 erreichten die Programme Radio Franken und Radio Gong 97,1 Nürnberg unter seiner Leitung jeweils rund 25 % Hörerzuwachs. Täglich schalteten die Programme 274.000 Hörer ein (Quelle: Funkanalyse Bayern 2004, TNS emnid, Tagesreichweite gesamt ab 14 Jahre im Stereoempfangsgebiet von Montag bis Freitag).
Des Weiteren fungierte er während seiner Zeit im Funkhaus Nürnberg zeitweise als Wortkoordinator der gesamten Redaktion für die Sender Radio Franken, Hit Radio N1, Radio Gong 97,1 und Radio Charivari 98.6.
Neben seinen Aktivitäten im Radio moderierte Michael Lein bundesweit als sogenannter Off-Air-Moderator und agiert zudem seit dem Jahr 2000 als Coach und Trainer für die Medienpraxis Bayern, die Privatsenderpraxis Österreich, den Medienring Baden-Württemberg und der BCI Group in Schwaig.
Seit 2014 ist Michael Lein selbstständig und legt seine Schwerpunkte auf das Coachen, Moderieren und Dozieren. Er ist seitdem als Privatdozent für die privat geführten Universitäten Campus M21 Nürnberg sowie Deutsche Pop Nürnberg tätig. Von 2014 bis 2018 moderierte er im TV bei 1-2-3.tv bundesweit und beim regionalen Fernsehsender Franken Fernsehen.
Er ist Partner der Thinkschool Nürnberg und Gründer von peoplecoach.de.